# جکی مور (خواننده)
جکی مور (انگلیسی: Jackie Moore؛ زادهٔ ۱۹۴۶ (۷۸–۷۹ سال)) یک موسیقی‌دان اهل ایالات متحده آمریکا است. 